# کانتیننته
کانتیننته (انگلیسی: Continente) شرکت خرده‌فروشی پرتغالی است، که در سال ۱۹۸۵ میلادی تأسیس شد.